# Christian Redl
Pour les articles homonymes, voir Redl.
Christian Redl, né le 20 avril 1948 à Schleswig (Allemagne), est un acteur et musicien allemand.

## Filmographie
- 1980 : Drei Schwestern
- 1987 : Der elegante Hund
- 1987 : Sierra Leone : Fred
- 1990 : Der Hammermörder
- 1991 : Verurteilt : Anna Leschek
- 1992 : Der Fahnder (série télévisée)
- 1992 : Schattenboxer : Rasselin
- 1992 : Un cas pour deux  (série télévisée)
- 1994 : Angst
- 1994 : Doppelter Einsatz
- 1994 : Tag der Abrechnung - Der Amokläufer von Euskirchen
- 1994 : Unsere Hagenbecks
- 1995 : Bunte Hunde : Kommissar Goethals
- 1995 : Kinder des Satans
- 1995 : The Infiltrator
- 1996 : Commissaire Léa Sommer
- 1996 : Ein starkes Team (Une équipe de choc, série télévisée)
- 1996 : Lea : Strehlow
- 1996 : Voyage interrompu
- 1996 : Wolff, police criminelle
- 1997 : Angeschlagen
- 1997 : Der Kindermord
- 1997 : Die Gang
- 1997 : Koerbers Akte : Kleines Mädchen - großes Geld
- 1997 : Sperling
- 1998 : Bertolt Brecht - Liebe, Revolution und andere gefährliche Sachen
- 1998 : Der Rosenmörder
- 1998 : Hundert Jahre Brecht : Baal
- 1998 : Jack O'Lanterns : Professeur Havlik
- 1998 : Solo für Klarinette (de) : Thomas Hecht
- 1998 : The Trio : Karl
- 1998 : Vickys Alptraum
- 1998 : Zwei Brüder
- 1999 : Federmann
- 1999 : Oskar und Leni : Oskar
- 1999 : St. Pauli Nacht : Brilli
- 1999 : Le Temps des orages (de) (Sturmzeit)
- 1999 : Urlaub auf Leben und Tod - Eine Familie hält zusammen
- 2000 : Anwalt Abel
- 2000 : Das gestohlene Leben
- 2000 : Die Straßen von Berlin
- 2000 : Ein mörderischer Plan
- 2000 : Einer geht noch
- 2000 : Gangster : Duvall
- 2000 : Mordkommission
- 2001 : Les Enquêtes du professeur Capellari
- 2001 : Späte Rache
- 2002 : Operation Rubikon
- 2002 : Tattoo : Minks
- 2002 : Tödliches Vertrauen
- 2003 : Der Aufstand
- 2003 : Die Geisel
- 2003 : Nachts, wenn der Tag beginnt
- 2003 : Tatort
- 2004 : Außer Kontrolle
- 2004 : Das Duo
- 2004 : Die Dreigroschenoper
- 2004 : La Chute : général Alfred Jodl
- 2004 : Nachtschicht
- 2005 : Die letzte Schlacht (de)
- 2005 : Double jeu (série télévisée)
- 2005 : Schimanski
- 2005 : Spiele der Macht - 11011 Berlin
- 2005 : Unsolved (série télévisée)
- 2006 : Als der Fremde kam
- 2006 : Das Geheimnis im Moor
- 2006 : Spreewaldkrimi
- 2006 : Wilsberg
- 2007 : Alerte Cobra
- 2007 : Berlin Brigade Criminelle
- 2007 : Die Schatzinsel (L'Ordre des Pirates) : Billy Bones
- 2007 : Post mortem (série télévisée)
- 2007 : Yella : Yellas Vater
- 2008 : Das jüngste Gericht
- 2008 : Death in the Eifel
- 2008 : Le Maître des sorciers (Krabat) : Meister - Evil Sorcerer
- 2009 : Der Tote im Spreewald
- 2009 : La Papesse Jeanne : Abbot of Fulda
- 2009 : La Colère du volcan (Vulkan, téléfilm)
- 2010 : Der Kriminalist
- 2010 : Le Gisement maudit
- 2011 : Der Staatsanwalt
- 2011 : Küstenwache
- 2011 : Polizeiruf 110
- 2011 : SOKO Wismar
- 2012 : Le Tigre blanc (Белый тигр) : Keitel (en tant que Kristian Redl)
- 2013 : Das Jerusalem-Syndrom
- 2013 : Marie Brand und die offene Rechnung
- 2014 : Schuld um Schuld
- 2015 : Bella Block
- 2015 : Frau Roggenschaubs Reise
- 2015 : Grzimek
- 2016 : Die Chefin
- 2017 : Commissaire Dupin
- 2017 : Verräter
- 2018 : Dreigroschenfilm : Tiger Brown
- 2018 : Flucht durchs Höllental
- 2018 : Kaisersturz
- 2018 : Le Renard

## Récompenses et distinctions
- (en) Christian Redl: Awards, sur l'Internet Movie Database